# Josephinus
Josephinus is een geslacht van wantsen uit de familie van de Miridae (blindwantsen). Het geslacht werd voor het eerst wetenschappelijk beschreven door Michael D. Schwartz in 2011.

## Soorten
Het genus bevat de volgende soorten:

- Josephinus albicornis (Kelton, 1969)
- Josephinus capitatus (Kelton, 1969)
- Josephinus reinhardi (Carvalho & Schaffner, 1973)